# 왜 불러
"왜 불러"는 한국에서 제작된 장영일 감독의 1985년 영화이다. 이희성 등이 주연으로 출연하였고 박종찬 등이 제작에 참여하였다.

## 출연

### 주연
- 이희성
- 정호진
- 나종미

## 기타
- 조명: 김진도
- 녹음: 김경일